# Верхнеуральское водохранилище
Верхнеуральское водохранилище находится в Верхнеуральском районе Челябинской области на реке Урал. Объект туризма.
Находится севернее Магнитогорска (10 км), южнее Верхнеуральска, юго-западнее Челябинска (270 км). На южном берегу — посёлок Приморский, на западном — Спасский и Ивановский.
Плотина располагается в южной части; длина > 1,5 км. На плотине для выработки электроэнергии установлены турбины.
В водоеме водится 22 вида рыб: белый амур, щука, судак, толстолобик, плотва, красноперка, налим, окунь, верховка, карп и др. Лещ и судак завезены из Увельского водохранилища.
Строительство Верхнеуральского водохранилища началось в 1960 году для нужд Магнитогорского металлургического комбината.
1. ↑  Ресурсы поверхностных вод СССР: Гидрологическая изученность. Т. 12. Нижнее Поволжье и Западный Казахстан. Вып. 2. Урало-Эмбинский район / под ред. З. Г. Марковой. — Л.: Гидрометеоиздат, 1966. — 152 с.